# Bergia texana
Bergia texana är en slamkrypeväxtart som först beskrevs av William Jackson Hooker, och fick sitt nu gällande namn av Moritz August Seubert och Wilhelm Gerhard Walpers. Bergia texana ingår i släktet Bergia och familjen slamkrypeväxter. Inga underarter finns listade i Catalogue of Life.